# FC Suðuroy
FC Suðuroy (far. Football Club Suðuroy) – farerski klub piłkarski, mający siedzibę w mieście Vágur, na wyspie Suðuroy, na południu kraju. Został założony w 2010. Obecnie występuje w Betrideildin.

## Historia
Chronologia nazw:
- 2010: FC Suðuroy – po reorganizacji VB/Sumba
- 2017: klub rozwiązano – po fuzji klubów TB Tvøroyri i Royn Hvalba w TB/FC Suðuroy/Royn
- 2019: FC Suðuroy – po rozpadzie fuzji klubów

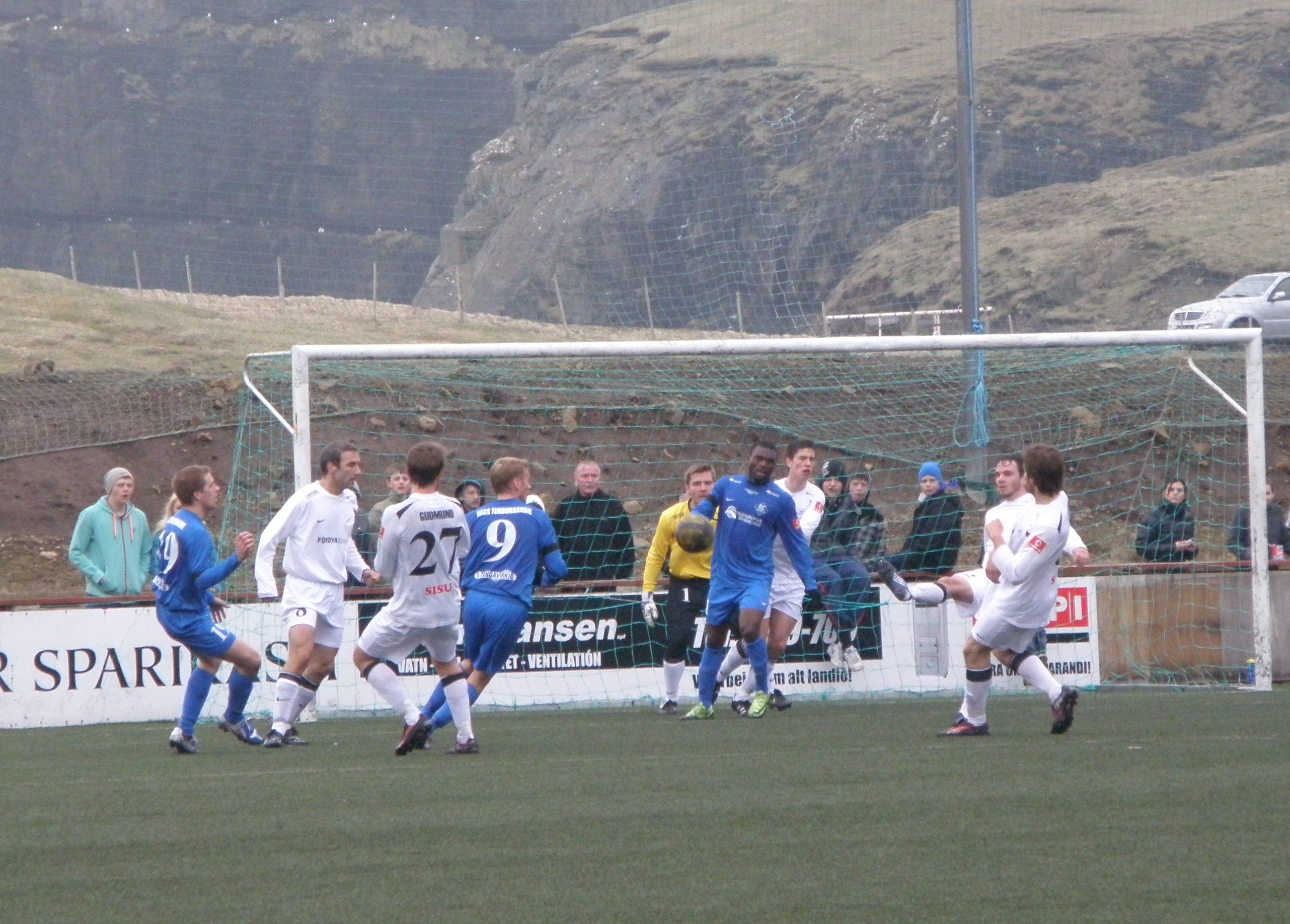
Mecz FC Suðuroy (niebieskie stroje) i EB/Streymur (białe)

Klub FC Suðuroy został założony w miejscowości Vágur 1 stycznia 2010 roku po reorganizacji klubu VB/Sumba. Nazwa klubu pochodzi od nazwy wyspy, na której znajduje się jego siedziba. W sezonie 2010 zespół kontynuował występy w Vodafonedeildin, najwyższej klasie rozgrywkowej Wysp Owczych, zajmując przedostatnie 9.miejsce, po czym został zdegradowany do 1. deild. Po decydującym zwycięstwie w tej klasie z jedną porażką zespół ponownie zagrał w najwyższej lidze w 2012 roku, ale musiał opuścić ją ponownie po zaledwie roku, zajmując ostatnie 10.miejsce. W 2013 był czwartym w pierwszej lidze. W następnym 2014 roku awansował na drugie miejsce, zdobywając promocję do Effodeildin. Po zajęciu przedostatniego dziewiątego miejsca w najwyższej klasie klub ponownie spadł do 1. deild. W 2016 roku klub uplasował się na trzeciej lokacie w pierwszej lidze.
Na początku 2017 roku FC Suðuroy połączył się z TB Tvøroyri i Royn Hvalba, tworząc TB/FC Suðuroy/Royn w Effodeildin. Po ósmym w 2017 i siódmym miejscu w 2018 fuzja została rozwiązana. Ponieważ drugi zespół TB/FC Suðuroy/Royn zajął ostatnie miejsce w 1. Deild w sezonie 2018, reaktywowany klub FC Suðuroy rozpoczął sezon 2019 w 2. deild. Rozgrywki ligowe zespół zakończył na trzeciej pozycji. 

## Barwy klubowe, strój
| Biały | Niebieski |

Klub ma barwy biało-niebieskie. Zawodnicy domowe spotkania zazwyczaj grają w niebieskich koszulkach, niebieskich spodenkach oraz niebieskich getrach.

## Sukcesy

### Trofea międzynarodowe
Nie uczestniczył w rozgrywkach europejskich (stan na 31-05-2019).

### Trofea krajowe
| \| \| Zdobyte trofea w rozgrywkach Wysp Owczych (stan na: 31-12-2019) \| |                                                                 |      |            |
| Rozgrywki                                                                | Osiągnięcie                                                     | Razy | Sezon(y)   |
| Mistrzostwo                                                              | I miejsce                                                       | 0    |            |
| Mistrzostwo                                                              | II miejsce                                                      | 0    |            |
| Mistrzostwo                                                              | III miejsce                                                     | 0    |            |
| Mistrzostwo                                                              | 9.miejsce                                                       | 2    | 2010, 2015 |
| Puchar                                                                   | zdobywca                                                        | 0    |            |
| Puchar                                                                   | finalista                                                       | 0    |            |
| Puchar                                                                   | półfinalista                                                    | 1    | 2012       |
| II liga                                                                  | I miejsce                                                       | 1    | 2011       |
| II liga                                                                  | II miejsce                                                      | 1    | 2014       |
| II liga                                                                  | III miejsce                                                     | 1    | 2016       |
| Wyspy Owcze                                                              | Zdobyte trofea w rozgrywkach Wysp Owczych (stan na: 31-12-2019) |      |            |

- 2. deild: (D3)
  - 3.miejsce (1x): 2019

## Poszczególne sezony

### Rozgrywki międzynarodowe
Nie rozgrywał meczów międzynarodowych.

### Rozgrywki krajowe
| \| Wyspy Owcze \| Bilans występów klubu w rozgrywkach piłkarskich Wysp Owczych (Stan na 31 grudnia 2019 r.) \| \| |                                                                                           |        |       |   |   |   |    |    |     |                  |        |        |      |
| Poziom | Rozgrywki                                                                                 | Sezony | Mecze | Z | R | P | B+ | B– | Pkt | Lata             | Awanse | Spadki | Naj. |
| I | Vodafonedeildin/Effodeildin                                                               | 3      |       |   |   |   |    |    |     | 2010, 2012, 2015 | 0      | 3      | 9    |
| II | 1. deild                                                                                  | 3      |       |   |   |   |    |    |     | 2011, 2013–2014  | 2      | 0      | 1    |
| III | 2. deild                                                                                  | 1      |       |   |   |   |    |    |     | od 2019          |        |        | 3    |
| | Puchar Wysp Owczych                                                                       |        |       |   |   |   |    |    |     | od 2010          | 0      | 0      | 1/2  |
| Wyspy Owcze | Bilans występów klubu w rozgrywkach piłkarskich Wysp Owczych (Stan na 31 grudnia 2019 r.) |        |       |   |   |   |    |    |     |                  |        |        |      |

## Piłkarze, trenerzy, prezydenci i właściciele klubu

### Trenerzy
- 2010:  Jón Pauli Olsen
- 2011–2012:  Pól F. Joensen
- 2012:  Tórður Holm
- 2012:  Sasa Kolman
- 2013–2014:  Jón Johannesen
- 2014–2015:  Jón Pauli Olsen
- 2016:  Palli Augustinussen i  Mamuka Toronjadze
- 2019–...:  Sigfríður Clementsen

## Struktura klubu

### Stadion
Klub piłkarski rozgrywa swoje mecze domowe na Vesturi á Eidinum w Vágurze, który może pomieścić 3000 widzów.

## Kibice i rywalizacja z innymi klubami

### Rywalizacja
Największymi rywalami klubu są inne zespoły z miasta oraz okolic.

### Derby
- TB Tvøroyri
- Royn Hvalba